# Donn Pearce
Pour les articles homonymes, voir Pearce.
Œuvres principales
Cool Hand Luke
Donn Pearce, né le 28 septembre 1928 à Croydon en Pennsylvanie et mort le 25 juin 2017 à Fort Lauderdale, est un écrivain américain de roman policier principalement connu pour son roman Cool Hand Luke publié en 1965.

## Biographie
A seize ans, il tente de rejoindre la Marine marchande américaine qui le refuse en raison de son âge. Il entre dans l'US Army mais ne s'y plaît pas, trouvant les règles dures et injustes. Il déserte trois jours et se ravise, est puni et finalement envoyé dans une unité d'infanterie de combat prête à partir en Europe. Il révèle alors avoir menti sur son âge et est renvoyé. Ayant désormais l'âge pour rejoindre la marine marchande, il s'y engage.
Il voyage et découvre Bombay, Venise, l'Espagne, le Danemark, la France et le Portugal. Il participe à un trafic de fausses monnaies et est arrêté à Marseille, il est jugé et condamné par la justice française à une peine de prison. Il s'échappe, passe la frontière italienne et s'engage sur un navire canadien qui le ramène aux États-Unis.
Il devient perceur de coffre et est arrêté en 1949 pour cambriolage. Il purge une peine de prison de deux ans et entame alors une carrière de journaliste indépendant. Il travaille notamment pour les magazines Playboy et Esquire. Il publie en 1965 son premier roman, Cool Hand Luke (Luke la main froide) qu'il scénarise pour le cinéma. Réalisé par Stuart Rosenberg en 1967, Luke la main froide est un succès, grâce à Paul Newman qui y tient le premier rôle et s'approprie totalement le personnage de Lucas Luke Jackson. Donn Pearce fait un caméo dans un film en jouant le rôle d'un marin. Après ce succès, il poursuit sa carrière d'écrivain et de journaliste. Il signe trois autres romans, dont le dernier, publié en 2005, est consacré à la bataille des Ardennes.
En France, seul le roman Cool Hand Luke est traduit sous le titre Luke la main froide.

## Œuvre

### Romans
- Cool Hand Luke (1965) Publié en français sous le titre Luke la main froide, Paris, Passages du Nord-Ouest, coll. Short Cuts, 2011, réédition Paris, Rivages/Noir no 903, 2013, traduit par Bernard Hœpffner.
- Peir Head Jump (1972)
- Dying in the Sun (1974)
- Nobody Comes Back: A Novel of the Battle of the Bulge  (2005)

## Adaptations

### Au cinéma
- 1967 : Luke la main froide (Cool Hand Luke) de Stuart Rosenberg, avec Paul Newman.